# Iwán

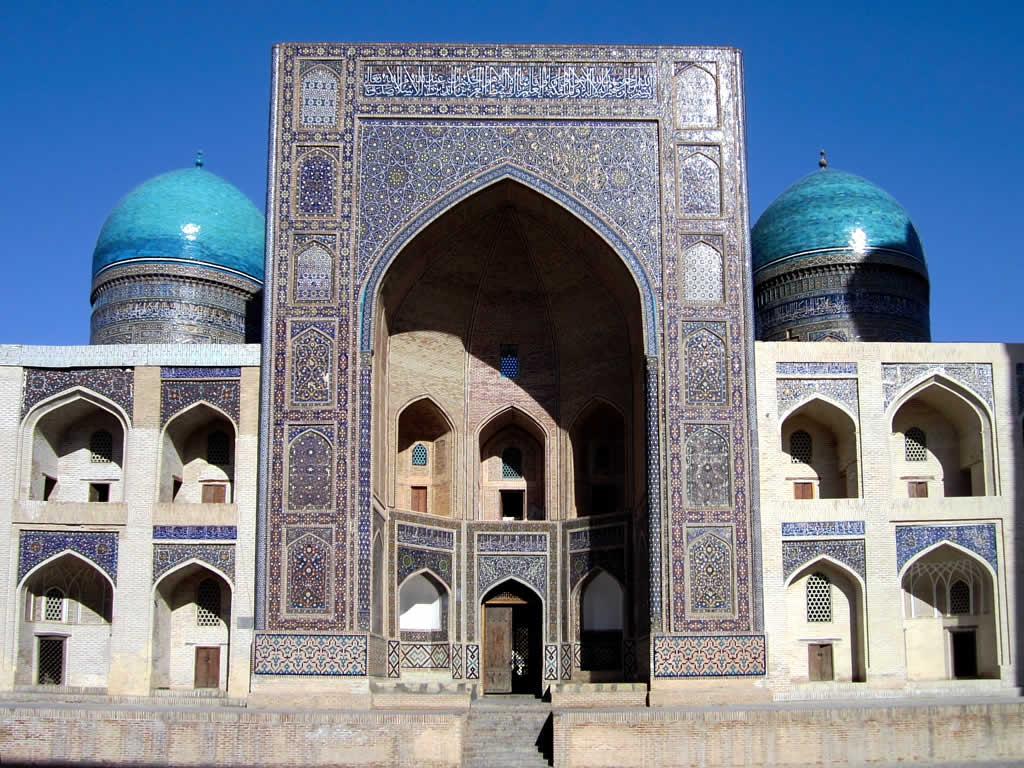
Varios iwanes y cúpulas azulejadas de estilo persa del, en la madrasa Mir-i-Arab, Bukhara, Uzbekistán

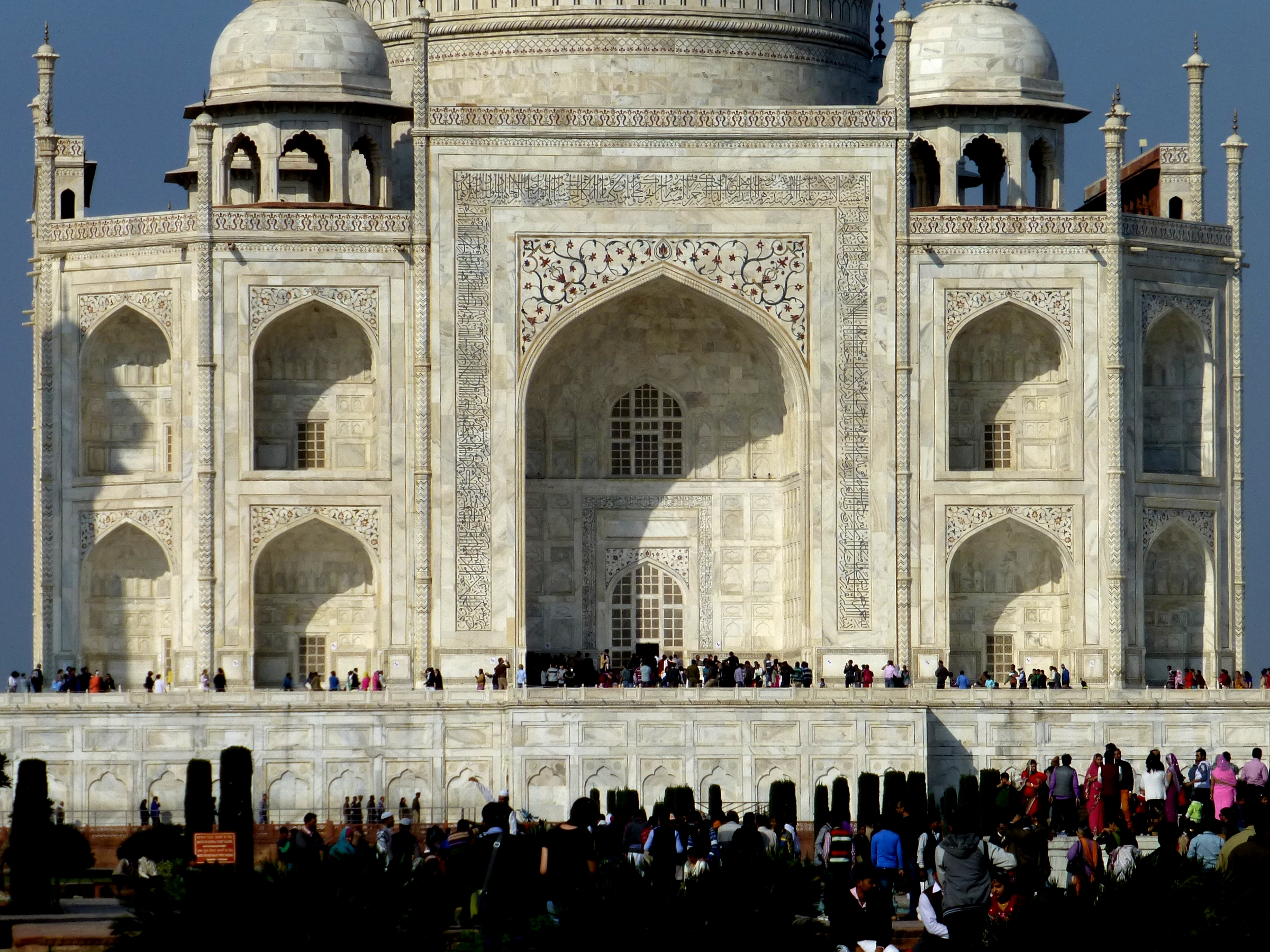
El Taj Mahal usa iwanes tanto en las entradas como en elementos decorativos

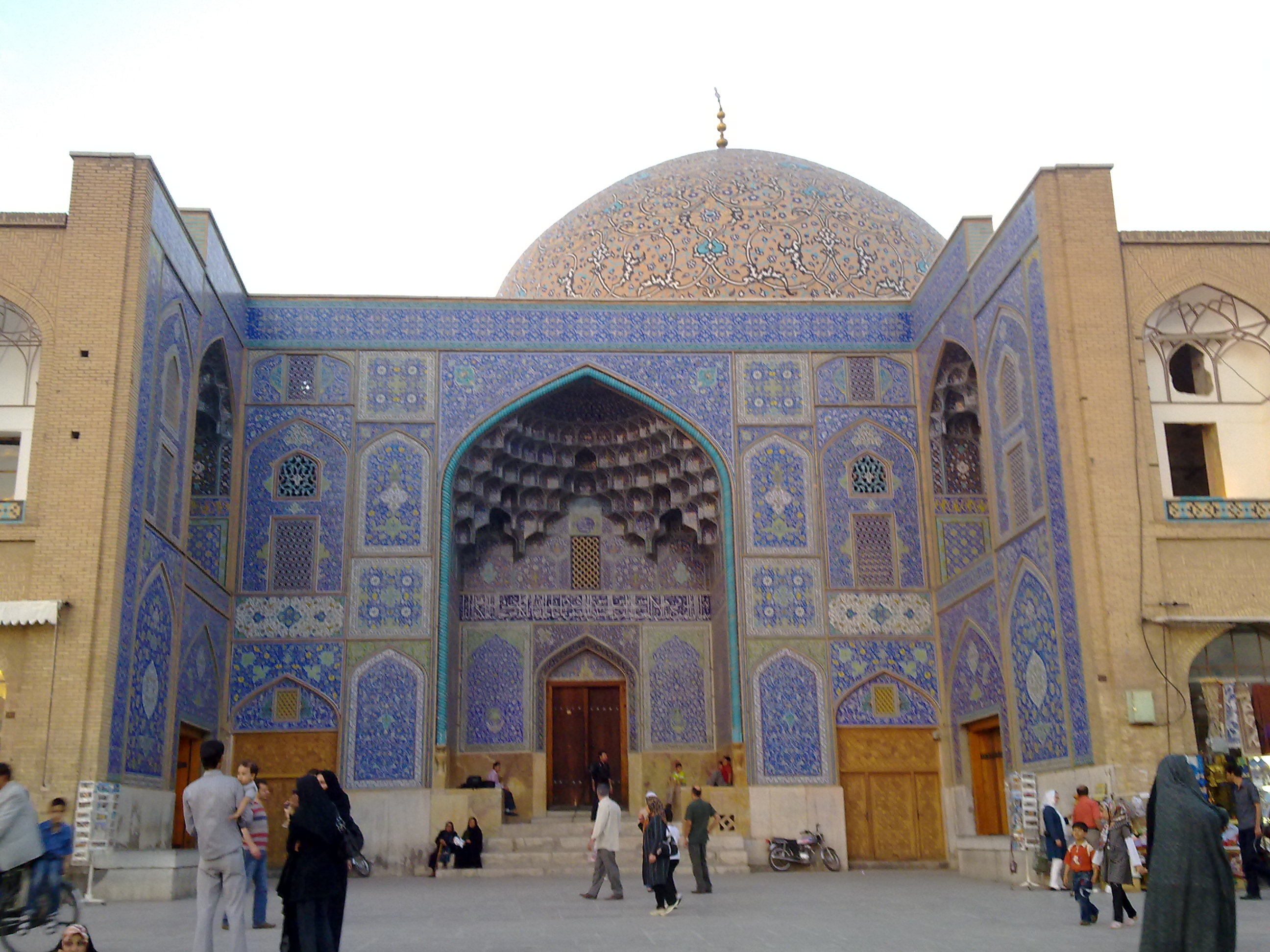
Mezquita del jeque Lotf Allah, Isfahán

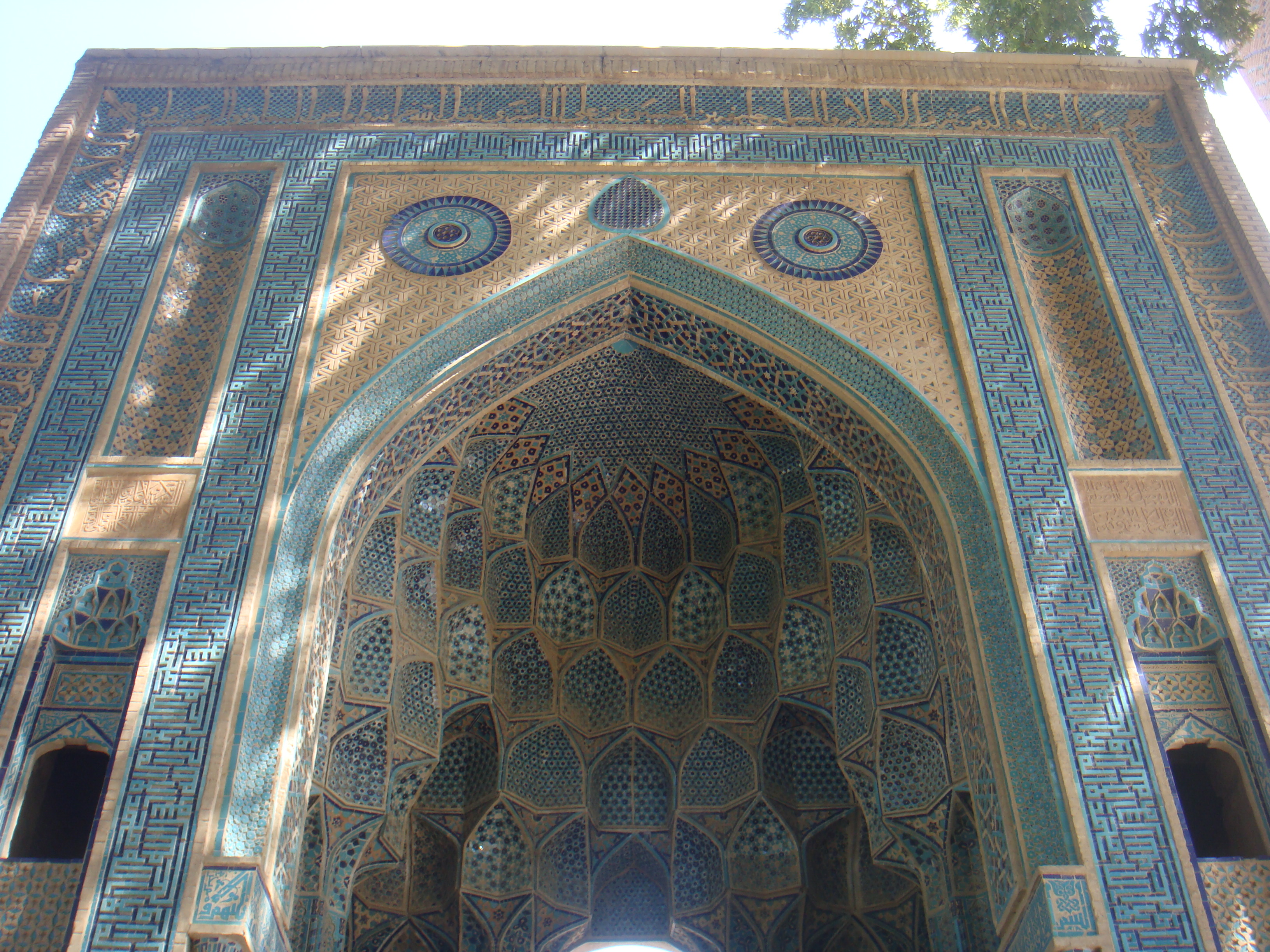
Santuario de Abdussamad Esfahani en Natanz, Irán

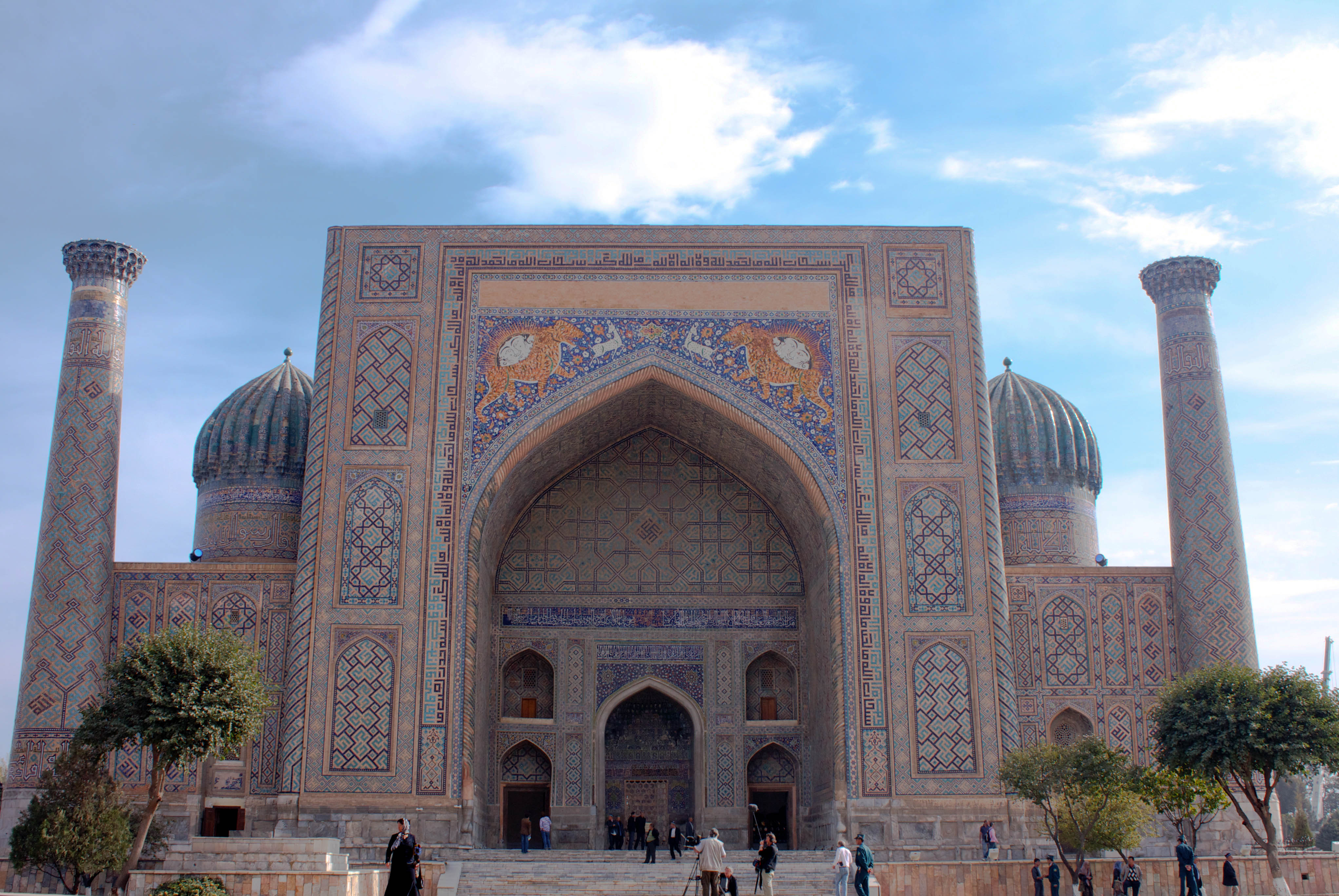
Madrasa de Sher-Dor (1619), Samarcanda

Un iwán (en persa: ایوان‎ eyvān, en árabe: إيوان‎ Iwan, también llamado iván, en turco: eyvan) es un elemento arquitectónico que consiste en un gran porche bajo un arco, una sala o espacio rectangular, generalmente abovedado, cerrado por muros en tres de sus lados, estando el otro completamente abierto. La entrada formal al iwán se llama «pishtaq», un término persa para designar un portal que se proyecta desde la fachada de un edificio y que, generalmente, está decorado con bandas de caligrafía, azulejos vidriados y  diseños geométricos. Dado que la definición permite alguna interpretación, las formas y características generales pueden variar mucho en términos de escala, material o decoración. Generalmente los iwanes se abren hacia un patio central, y se han utilizado tanto en la arquitectura pública como en la residencial. 
Los iwanes se asocian comúnmente con la arquitectura islámica; sin embargo, el elemento es de origen iraní y fue inventado mucho antes y ya estaba completamente desarrollado en Mesopotamia alrededor del siglo III a. C., durante el período parto de Persia. Sus orígenes se encuentran en la arquitectura de las casas y palacios y parece haber sido realmente desarrollado en el período sasánida y ha seguido siendo un elemento esencial de la arquitectura persa desde ese período. Uno de los primeros ejemplos es el del palacio de Ardashir. Esta transición alcanzó su punto álgido durante la era selyúcida en la que los iwanes se constituyeron como unidad fundamental de diseño en la arquitectura selyúcida. Desde el punto de vista arquitectónico, el iwán evolucionó a partir de entonces de ser una habitación abierta a ser una entrada adornada, en forma de gran hornacina o nicho, una gran antecámara ante un edificio.
Las mezquitas de iwán son mezquitas en que uno o más iwanes dan frente a un patio central que sirve como pasillo para el rezo. El estilo representa un préstamo de la arquitectura iraní preislámica y se ha utilizado casi exclusivamente para las mezquitas en Irán. Muchas mezquitas de iwan son reconvertidos templos del fuego del Zoroastrismo en los que el patio era utilizado para contener el fuego sagrado. El iwán combinado con la planta cuadrada del palacio aqueménida dio el modelo de planta de la mezquita llamada iraní (o de cuatro iwanes, enfrentados dos a dos, que abren a un patio), que se encuentra en todo Irán y más allá (Uzbekistán, Pakistán, etc.) y que luego se difundió por todoel mundo islámico, siendo un ejemplo destacado la mezquita del Shah de Isfahán. 
Muchos otros edificios utilizaron el iwán: maristanes (hospitales), palacios —como el Khirbat al-Mafyar, donde el iwán marca una fuerte influencia iraní— y serrallos de caravanas por toda Asia central. Las madrasas, cuyo tipo nació en Irán, también utilizan este elemento, y permitieron su difusión en Siria, Egipto y el norte de África. En las construccionen destinada viviendas, los iwanes estaban frecuentemente orientados al norte, ya que eran el lugar de reposo en la sombra durante el verano y su empleo está relacionada con la ausencia de madera en Irán. Por ello, las casas del desierto no tienen peristilos ni pérgolas, que en otros lugares, como Grecia, producían el mismo efecto de sombra.

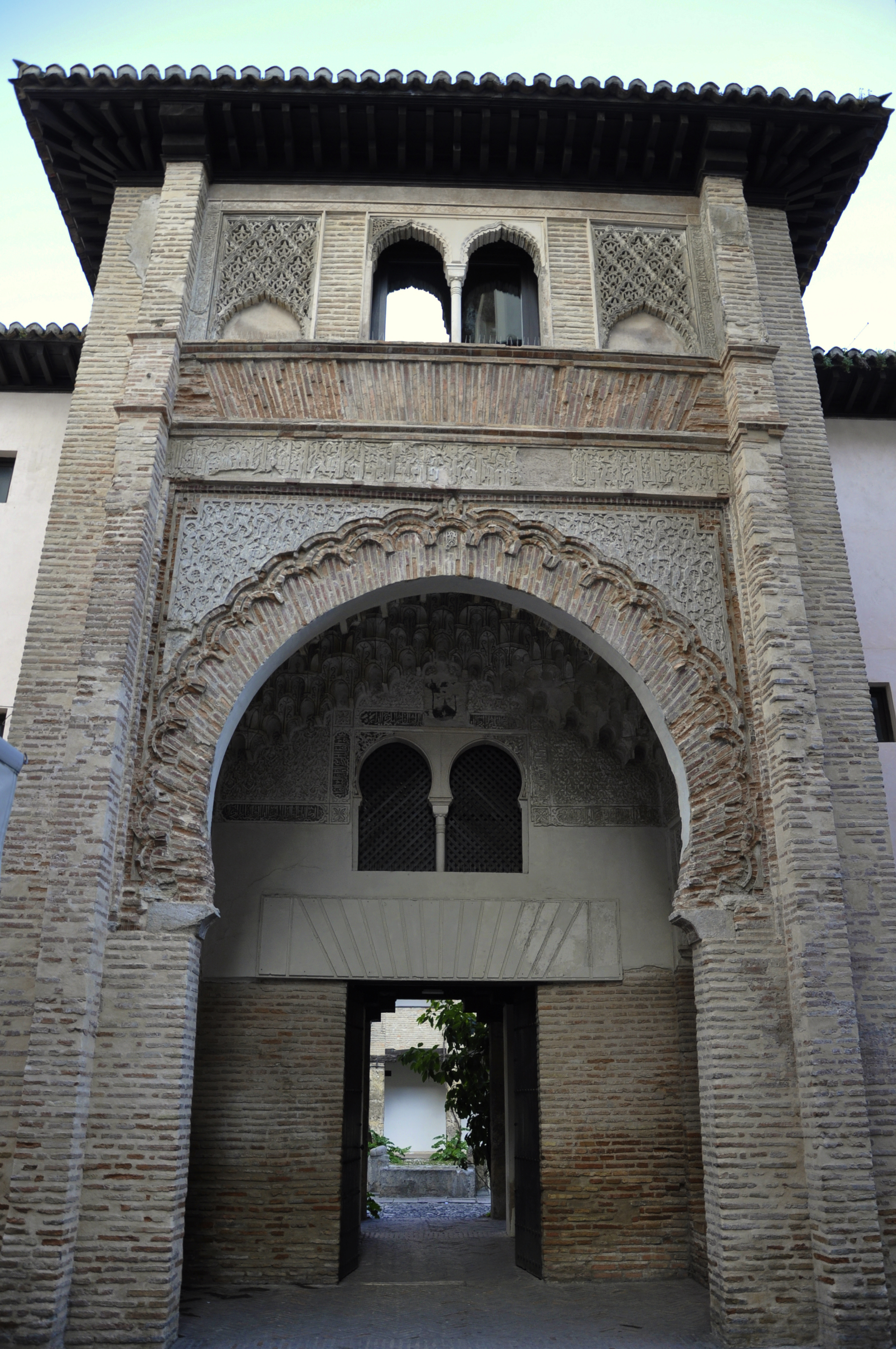
Entrada a la alhóndiga nazarí del Corral del Carbón (antes de 1336), Granada
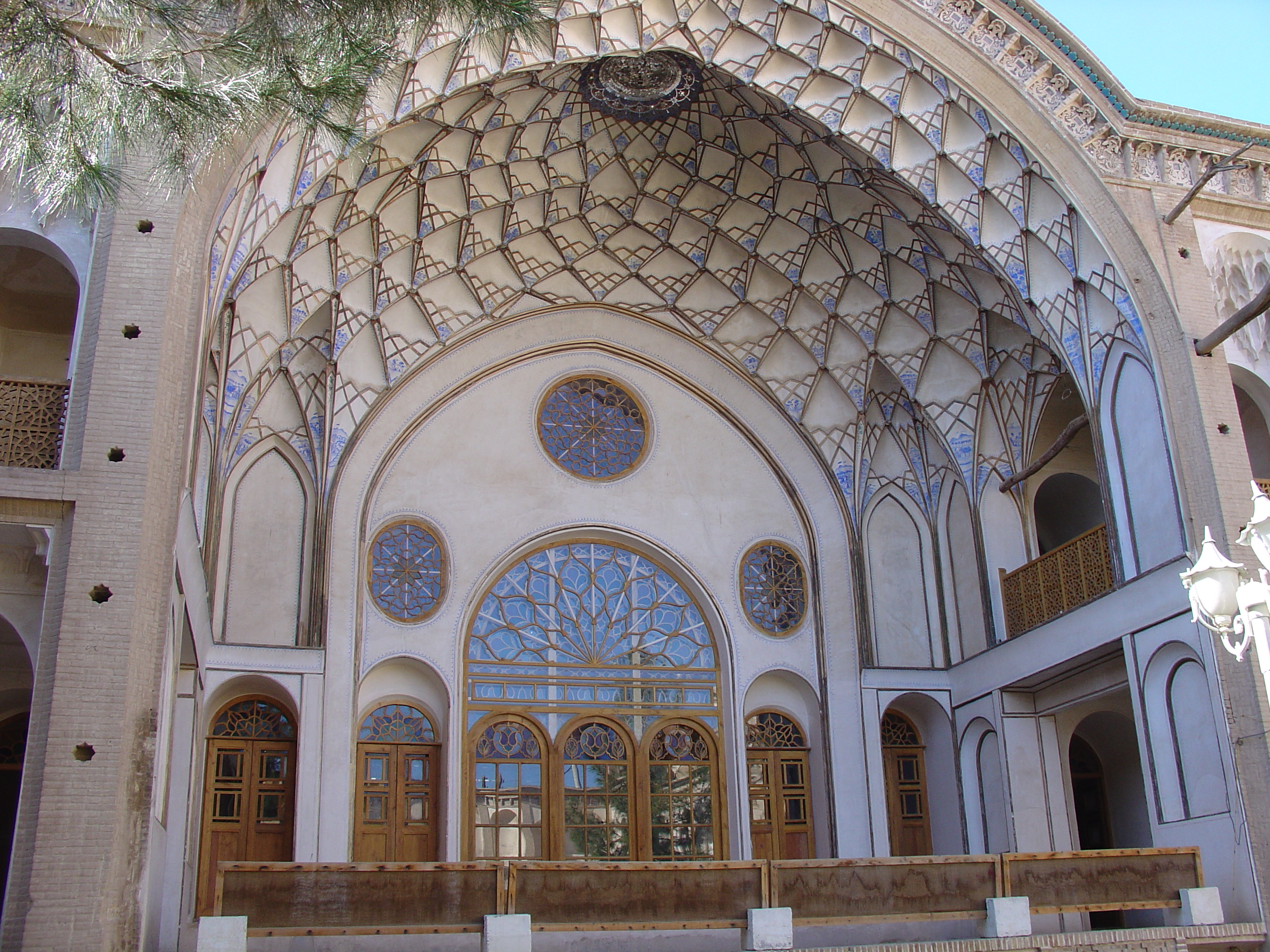
Iwán de la casa Āmeri en Kashan, Irán
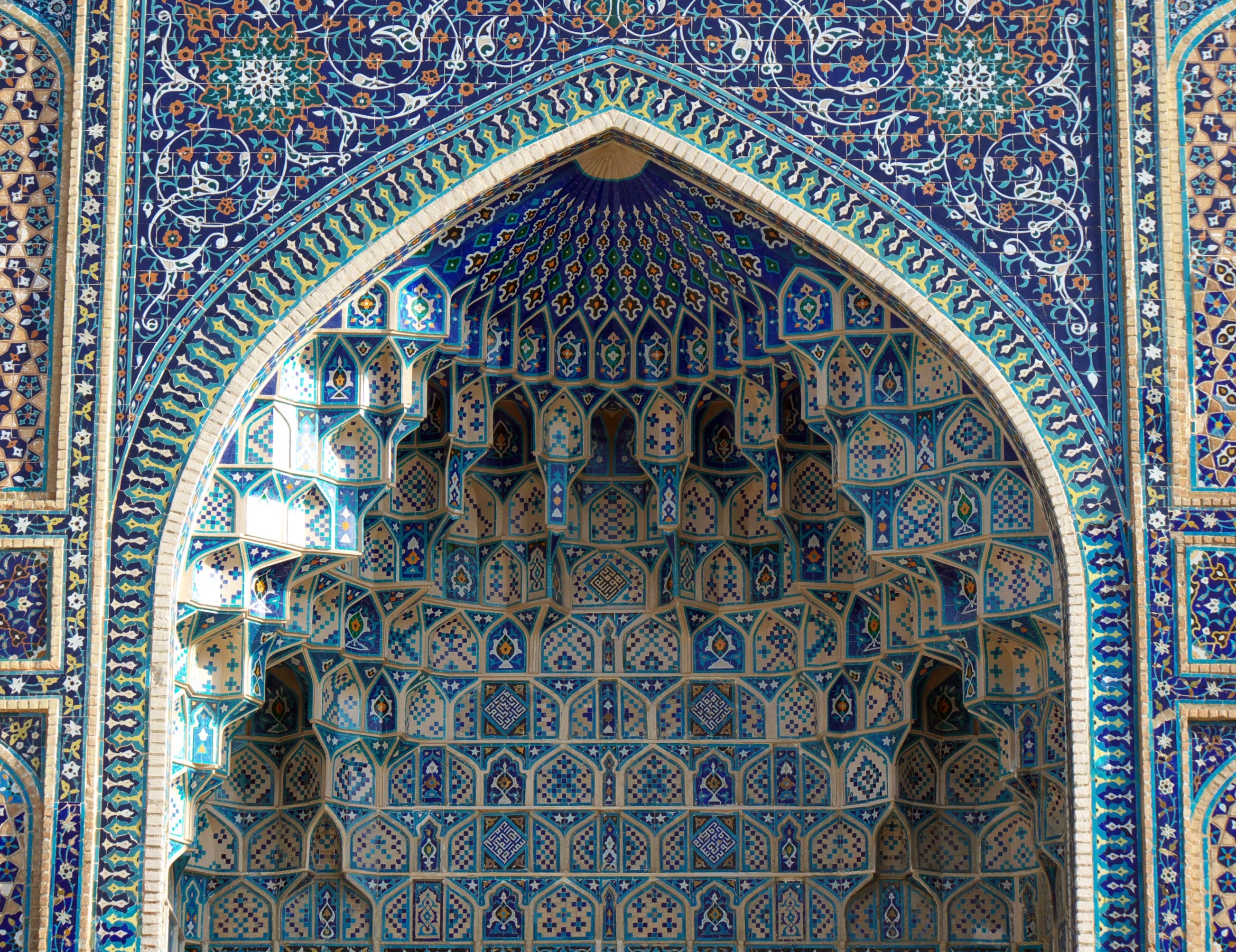
Detalle del iwán del mausoleo de  Tamerlán, el Gur-e Amir (1403-1404), Samarcanda
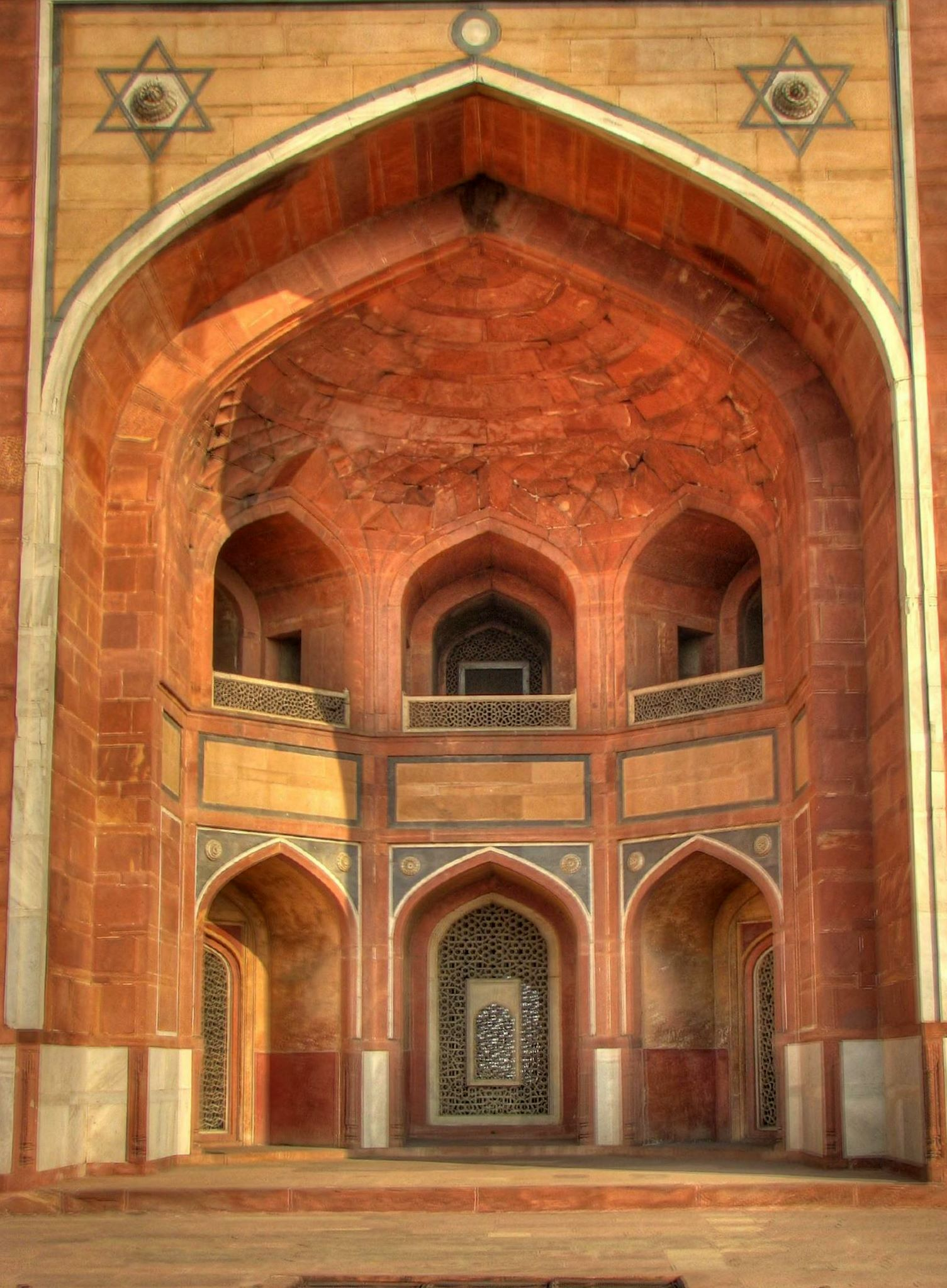
Detalle del iwán de la tumba de Humayun (1574-1579), Delhi

## Etimología
La raíz de este término es el persa antiguo 'Apadana' (ver palacio de Apadana en Persépolis) donde el rey Darío I declara en una inscripción: «Yo, Darío, ... hice construir esta 'Apadana'...»). Apadana es el nombre dado a ese palacio en particular en la literatura moderna, aunque el nombre simplemente implica un tipo de edificación, el iwán, no un palacio en particular. El término en persa antiguo significa 'desprotegido' (â-pâd-ânâ), y el diseño permitía que la edificación estuviera abierta a los elementos por un lado. En Persépolis, sin embargo, la 'apadana' tomaba la forma de una terraza, es decir, un techo plano sostenido por columnas, en lugar de una bóveda, pero ya estaba abierto a los elementos por un solo lado. Una edificación comparable se encuentra 2000 años más tarde en Isfahán, en el palacio de Chehel Sotún. En la época de las dinastías parta y sasánida, el iwán había surgido como dos tipos de edificación: la antigua columnada y una más nueva abovedada; ambas, sin embargo, llevaban el mismo nombre nativo de apadana/iwán, porque ambos tipos estaban desprotegidos (abierto por un lado a los elementos).
Los iwanes fueron una característica distintiva del imperio parto (247 a. C.-224 d. C.) y más adelante de la arquitectura sasánida de Persia (224-651), encontrando más adelante su manera a través de la arquitectura árabe e islámica que comenzó a desarrollarse en el siglo VII, después del período de Mahoma (c. 570-632). Este desarrollo alcanzó su apogeo durante la era Seljuki, cuando los iwanes se convirtieron en unelemento fundamental en la arquitectura, y más tarde en la arquitectura mogol. La forma no se limitaba a ninguna función particular, y se encuentra en edificios para usos seculares o religiosos y tanto en la arquitectura pública como en la residencial.
Iván es una forma alternativa del nombre, usada en Irán, que refleja la pronunciación persa.

## Orígenes
Muchos estudiosos, entre ellos Edward Keall, André Godard, Roman Ghirshman y Mary Boyce, discuten la invención del iwán en Mesopotamia, el área que rodea al actual Irak. Aunque sigue habiendo debate entre estudiosos sobre cómo se desarrolló el iwán, si hay un consenso general de que habría evolucionado localmente, y que por lo tanto no se habría importado de ninguna otra área.  Se encontraron edificaciones similares, conocidas como «pesgams», en muchos casas zoroastrianas en Yazd, donde dos o cuatro salas abrirían a un patio central; sin embargo, se desconoce si esos espacios estarían abovedados.
La característica que más claramente hace que el iwan sea un desarrollo en la historia de la arquitectura del Antiguo Cercano Oriente es la incorporación de un techo abovedado, generalmente construidos con piedra, hormigón o ladrillos. Los edificios anteriores normalmente estarían cubiertos de forma adintelada. Sin embargo, los techos abovedados ya existían en el mundo antiguo antes de la invención del iwán, tanto en Mesopotamia como fuera de ella. Ejemplos en Mesopotamia aparecen en Susa, donde los elamitas cubrieron muchos de sus edificios con bóvedas de cañón, y en Nínive, donde los asirios con frecuencia abovedaban sus pasajes con propósitos de fortificación.
Fuera de Mesopotamia, hay toda una serie de edificaciones abovedadas, con muchos ejemplos del Antiguo Egipto, de Roma y de Micenas. Por ejemplo, el micénico Tesoro de Atreo, construido alrededor de 1250 a. C., presenta una gran cúpula en voladizo. La arquitectura egipcia comenzó a utilizar abovedamiento en sus edificaciones después de la Tercera Dinastía, alrededor de 2600 a. C., construyendo bóvedas de cañón muy tempranas usando ladrillos de barro.

## Iwanes partos

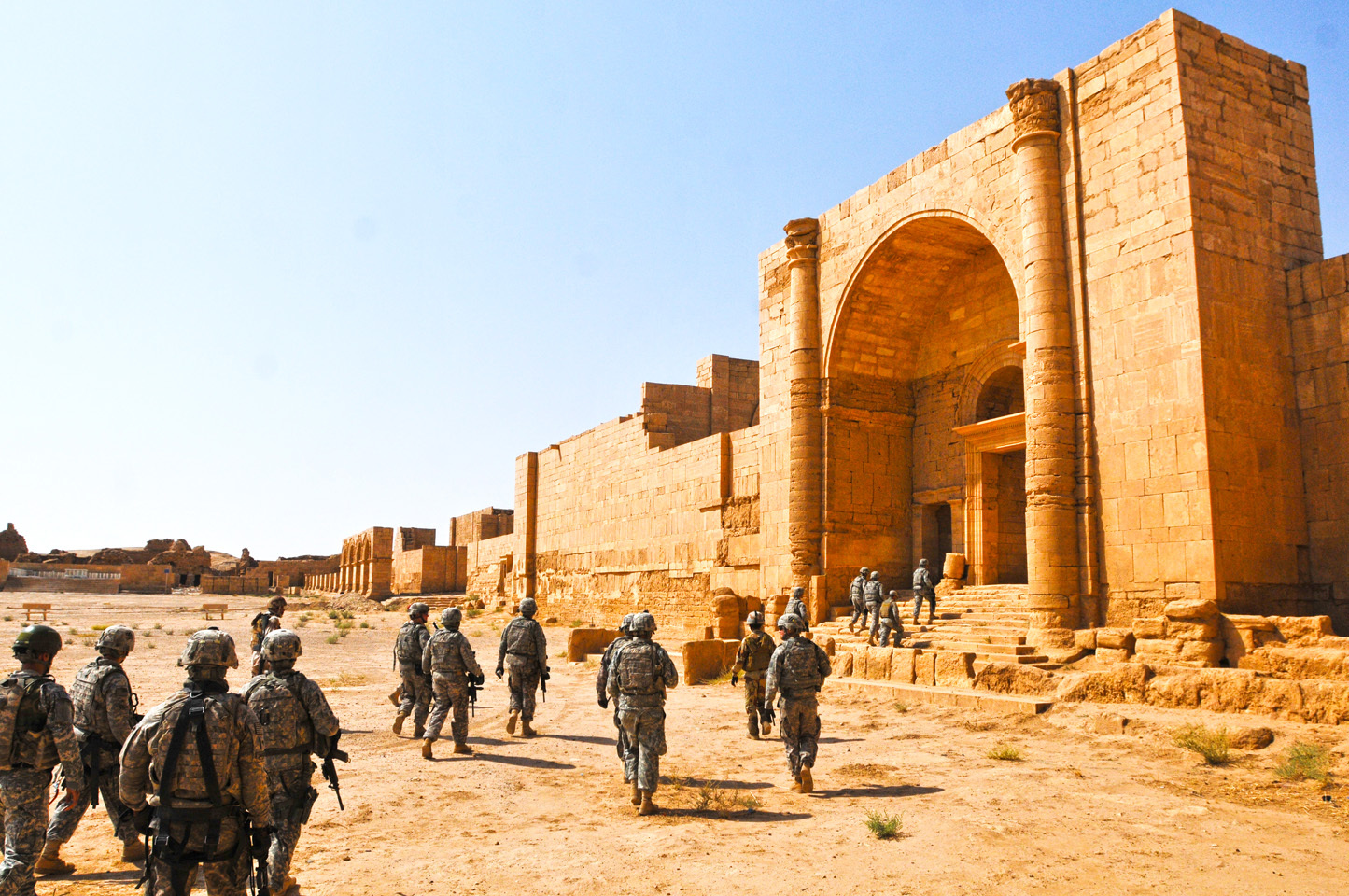
Iwán en las ruinas de Hatra

Aunque algunos eruditos han afirmado que la forma iwán puede haberse desarrollado bajo los seléucidas, hoy en día la mayoría de los estudiosos coinciden en que los partos fueron los inventores del iwán. Uno de los primeros iwanes partos fue encontrado en Seleucia, ubicado en el río Tigris, donde el cambio de la construcción desde el dintel a la bóveda ocurrió alrededor del siglo I a. C. Se ha sugerido la existencia de otros iwanes tempranos en Ashur, donde se encontraron dos edificios que tienen cimientos similares a los del iwán. El primer edificio, localizado cerca de las ruinas de un  ziggurat, presentaba una fachada de tres iwanes. La proximidad del edificio a un ziggurat sugiere que puede haber sido utilizado para preparativos religiosos o rituales. También podría indicar un edificio palaciego, ya que era común que el ziggurat y el palacio estuvieran uno al lado del otro en el Antiguo Cercano Oriente. Lo que parece ser un patio del palacio tenía iwanes en cada lado, que siguió siendo una característica común hasta bien entrada la época islámica.
El segundo edificio con iwán está ubicado al otro lado de un patio, y Walter Andrae, un arqueólogo alemán, sugirió que sirvió como un edificio administrativo en lugar de como un centro religioso porque no hay evidencia de inscripciones o tallas en los muros.  Aunque la ausencia de inscripciones o tallas no equivale necesariamente a una función cívica, no era raro que los iwanes sirvieran para un uso secular, ya que frecuentemente se incorporaban en palacios y espacios comunitarios. Otros sitios tempranos que tienen iwanes partos son Hatra, las ruinas partas en  Dura Europos y Uruk.

## Iwanes sasánidas
Los persas sasánidas también favorecieron la forma del iwán y la adoptaron en gran parte de su arquitectura; sin embargo, transformaron su función. El iwán parto conducía a otros espacios, pero su función principal era el de servir como sala. Por el contrario, el iwan sasánida servía de gran entrada a un espacio mayor y más elegante, generalmente cupulado. Tanto los iwanes partos como los sasánidas a menudo estaban elaboradamente decorados con inscripciones y relieves esculpidos que incluían escenas de caza, motivos vegetales, abstractos, patrones geométricos y escenas de animales. El estilo de los relieves muestra una mezcla de influencias que incluyen  tradiciones decorativas de otras culturas del Cercano Oriente, romanas y bizantinas. Por ejemplo, el iwan tallado en la roca en Taq-i Bostan  presenta figuras de estilo romano, patrones vegetales y almenados de inspiración oriental, y estilizados ángeles de estilo bizantino e interiores con mosaicos.

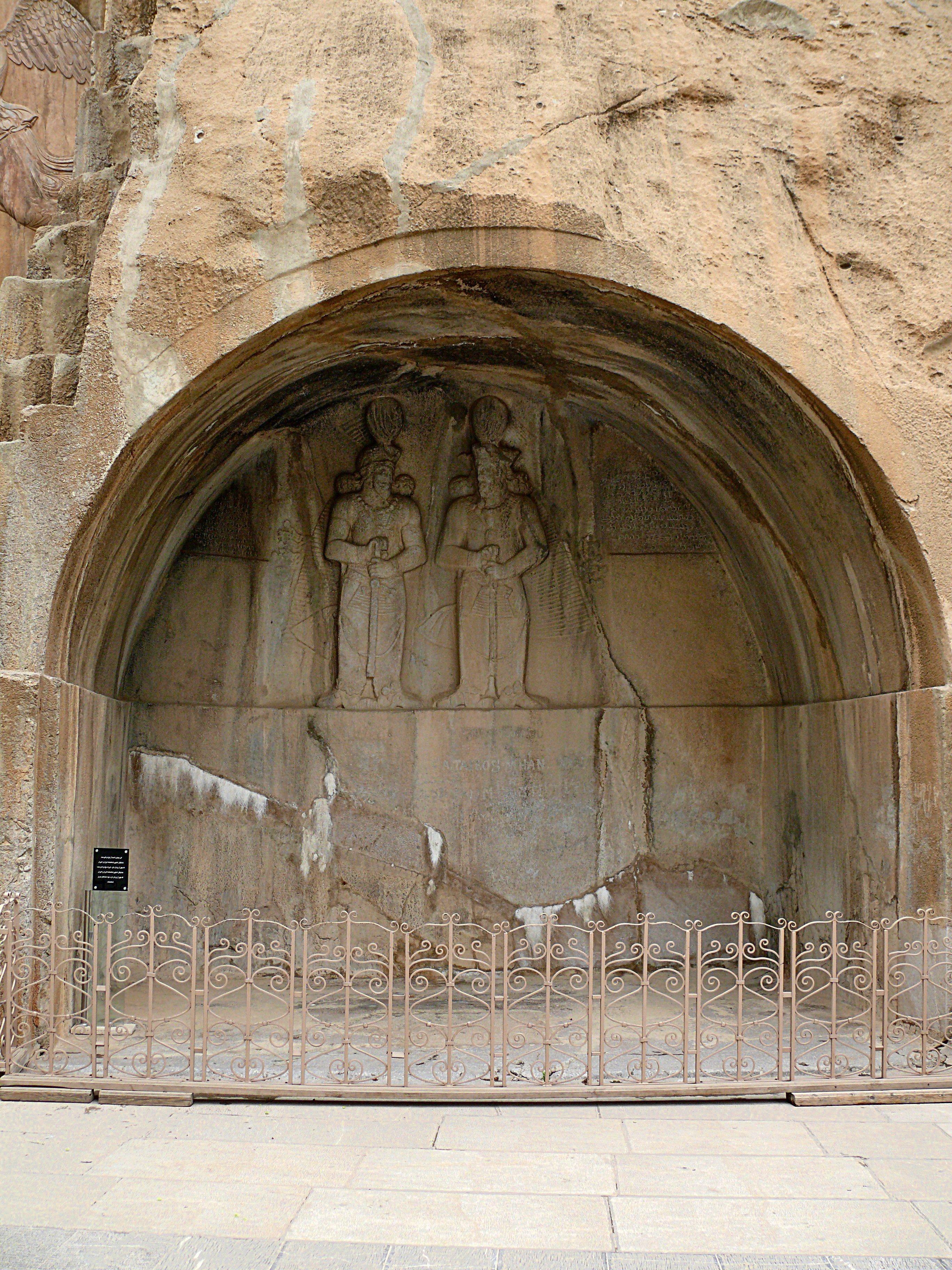
Taq-i Bostan
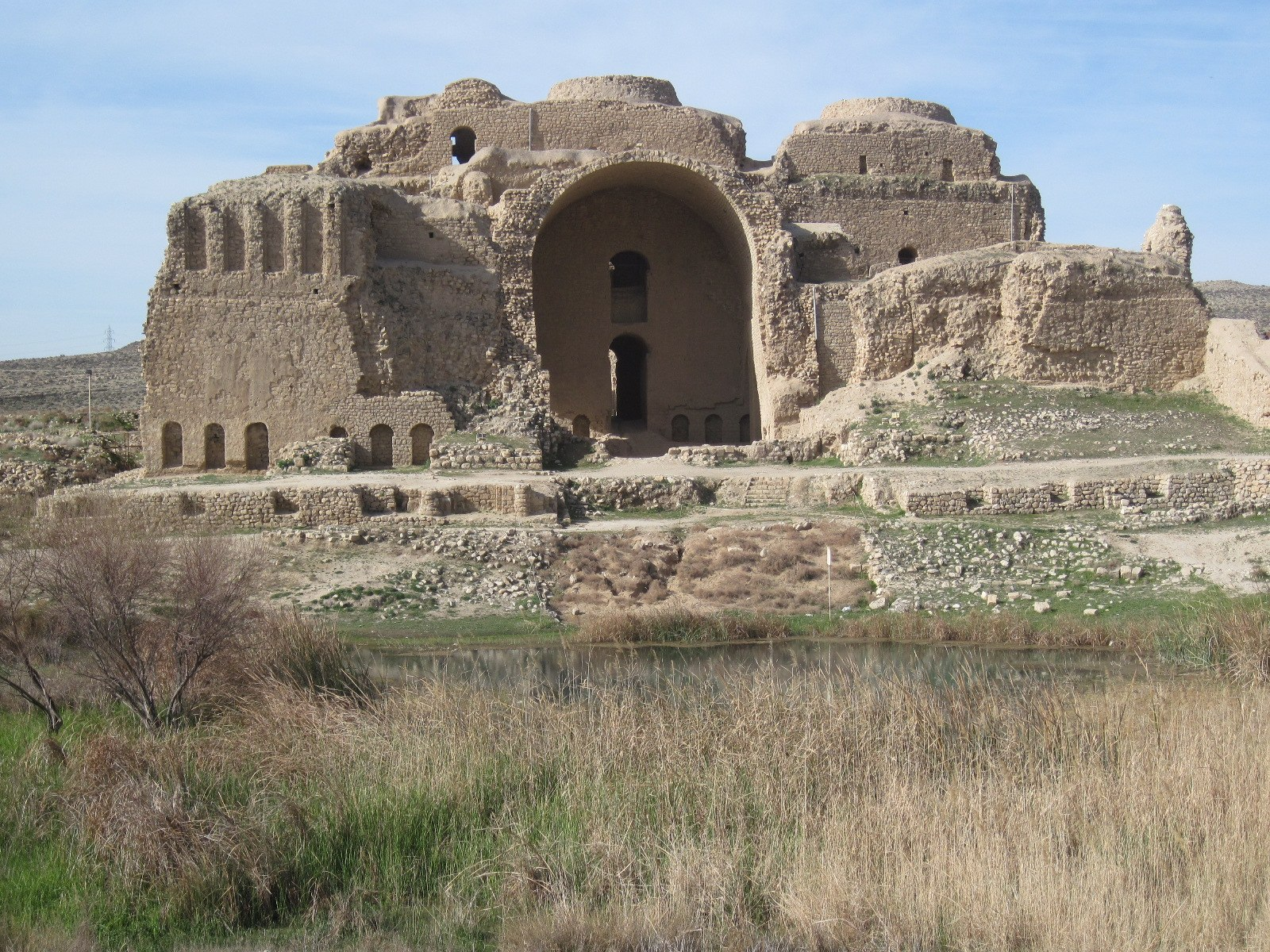
El iwán del palacio de Ardashir

### El Iwán de Khosrau

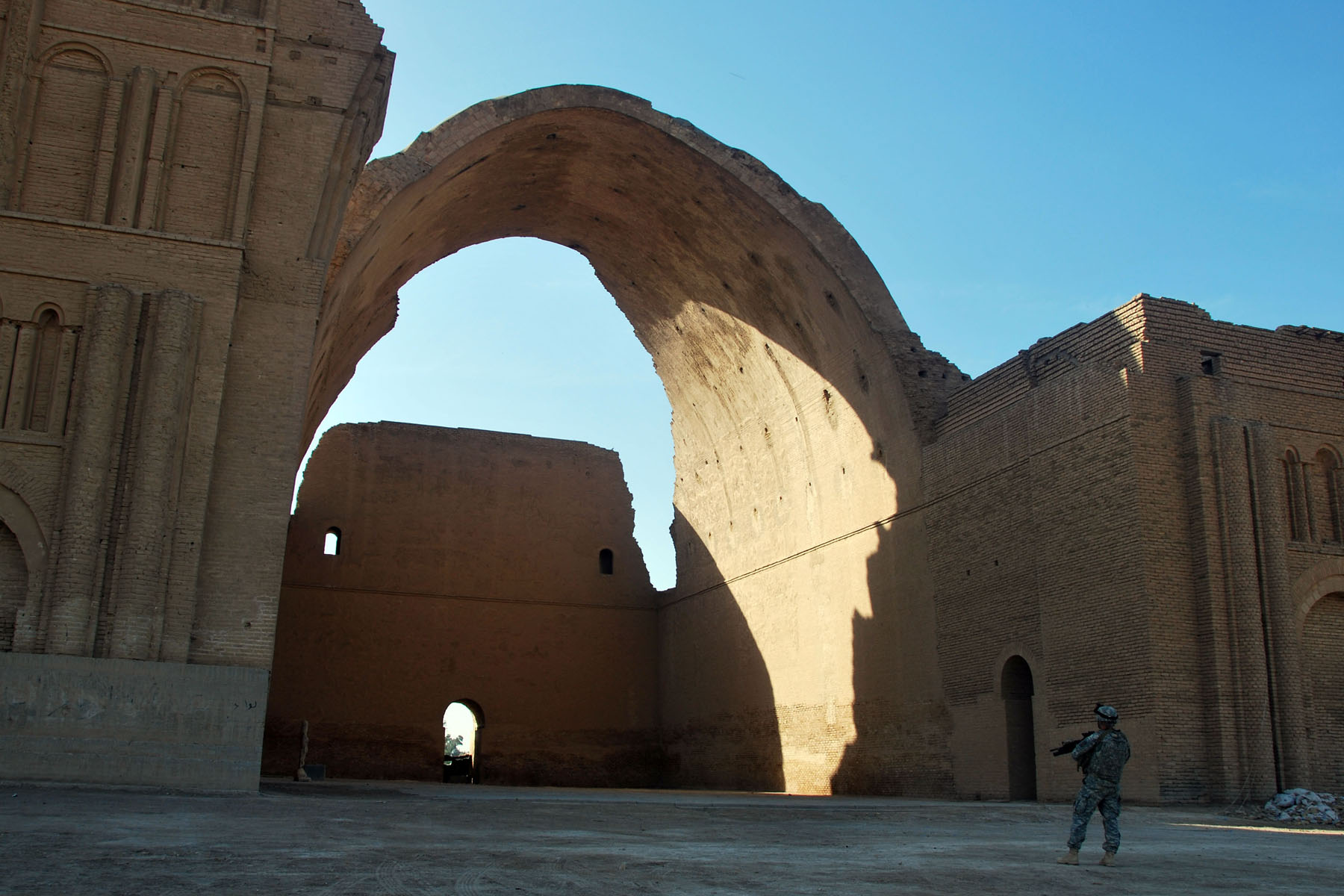
Taq-i Kisra, Ctesiphon, c. 540

El ejemplo más famoso de un iwán persa sasánida es el Taq-i Kisra ('Iwán de Khosrau'), parte de un complejo palaciego en  Mada'in que es la única edificación visible que sobrevive de la antigua capital sasánida de Ctesiphon. Está cerca de la moderna ciudad de Salman Pak, Irak,  en el río Tigris, a unos 40 km al sur de Bagdad. La construcción comenzó durante el reinado de Khosrau I después de una campaña contra los romanos orientales en 540 d. C. La sala iwán arqueada, abierta en el lado de la fachada, tenía unos 37 m de altura, 26 m de ancho y 50 m de largo, la bóveda más grande jamás construida hasta ese momento. Las primeras fotografías y los dibujos del siglo XIX muestran que la parte que se conserva de la sala se ha reducido desde entonces.
La datación de Taq-i Kisra ha sido debatida a lo largo de la historia; sin embargo, una variedad de documentos que detallan la llegada de escultores y arquitectos bizantinos enviados por el emperador bizantino Justiniano, sugieren que la fecha correcta para la construcción es de alrededor de 540 d. C. La fecha del 540 sugiere que la construcción del Taq-i Kisra , y tal vez la ayuda de Justiniano fue en respuesta a la victoria del rey sasánida Khosrau I sobre Antioquía del Orontes ese año 540, que se representa en los mosaicos que decoran el interior del Taq-i Kisra. El Taq-i Kisra fue finalmente demolido en su mayor parte por al-Mansur, que reutilizó sus ladrillos para construir su propio complejo palaciego.

## Iwanes islámicos

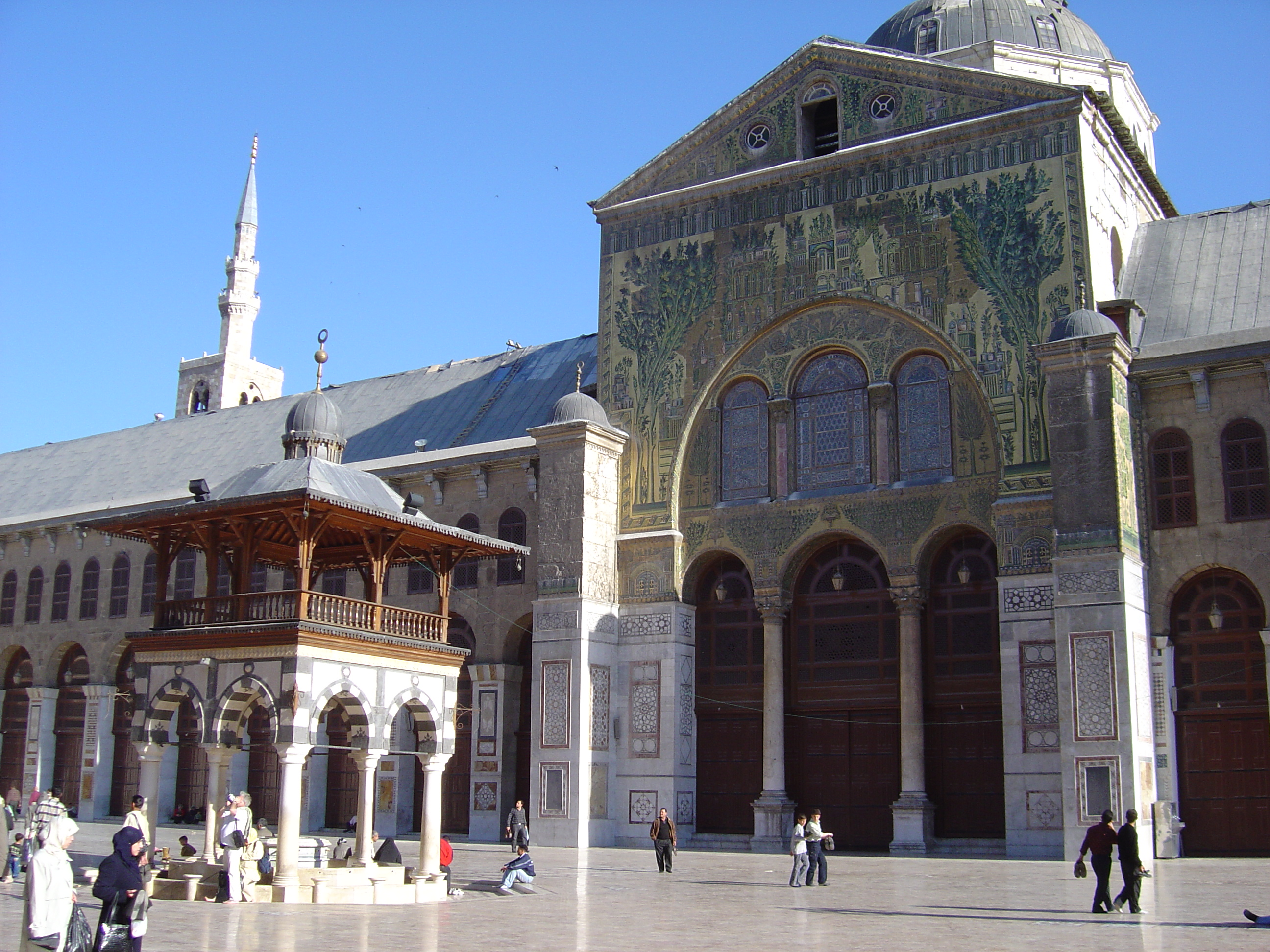
Reinterpretación del papel del iwán en la mezquita de los Omeyas en Damasco

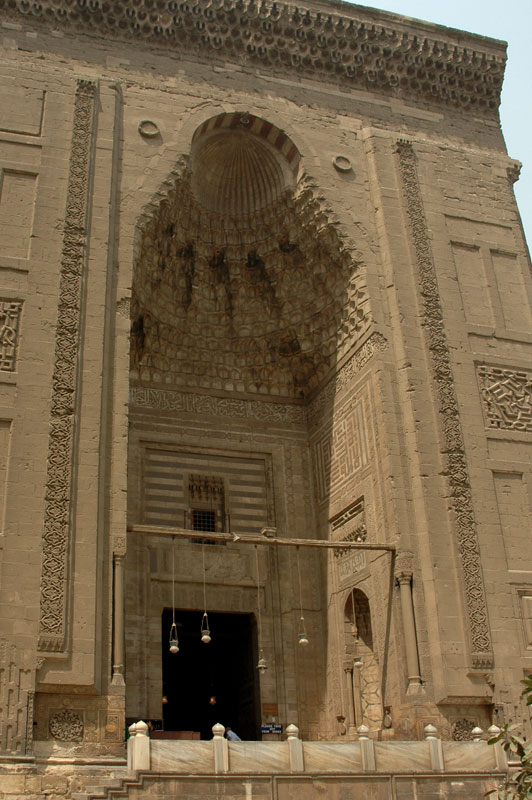
Iwán de la Mezquita-madrasa del Sultán Hasán, El Cairo (1356)

El arte y la islámicos también se vieron fuertemente influenciados por los diseños romanos, bizantinos y sasánidas, tanto debido a la presencia de ejemplos existentes y al contacto entre culturas. Por ejemplo, la Gran Mezquita de Damasco fue construida a principios del siglo VIII en el sitio de una iglesia cristiana romana, e incorporó un elemento parecido a una nave con una alta arcada y un clerestorio. El Imperio sasánida también tuvo un fuerte impacto en el desarrollo de la arquitectura islámica; sin embargo, hubo cierta superposición entre los sasánidas y los musulmanes, lo que a veces dificulta determinar quién estaba influyendo en quién.
El arte y la arquitectura islámicos tomaron prestados muchos motivos decorativos y formas arquitectónicas sasánidas, incluido el iwan; sin embargo, la adopción del iwán no fue inmediata. Por ejemplo, la implementación de la planta estándar de cuatro iwanes, que se convirtió en estándar en el diseño de la mezquita islámica, no se introdujo hasta el siglo XII, mucho después de su invención en el siglo I a. C. Los iwanes se usaron con frecuencia en la arquitectura islámica no religiosa antes del siglo XII, disponiéndolos en casas, espacios comunitarios y edificaciones cívicas como el puente de Si-o-Se Pol en Isfahán.  Además, la arquitectura islámica incorporó la posición sasánida del iwan, haciendo de una gran entrada a la sala de oraciones o a una tumba de la mezquita, y a menudo al colocarlo antes de un espacio cupulado.
Además de utilizar a menudo numerosos iwanes en el exterior de los edificios, como en el Taj Mahal, los iwanes también se dispusieron en todos o en varios lados de los espacios y patios interiores, una forma que se remonta a los tiempos de los partos.
Uno de los primeros iwanes elaborados usados en un contexto religioso islámico se puede encontrar en la mezquita de Al-Aqsa en el Monte del Templo en Jerusalén, que data del siglo XII. La historia de la evolución de la planta estándar de cuatro iwanes ha sido debatida por los estudiosos, y algunos afirman que se originó en las madrasas o escuelas religiosas diseñadas para educar a los niños aristocráticos sobre el sunismo.  Sin embargo, la planta de cuatro iwanes ya estaba en uso en la arquitectura palaciega y en los templos durante los períodos parto y sasánida. El uso de iwanes continuaría floreciendo tanto en las mezquitas como en los espacios seculares a partir del siglo XIII, y se convertiría en una de las características más icónicas de la arquitectura islámica, como sugieren los elaborados iwanes del siglo XVII en la Gran Mezquita de Isfahán.

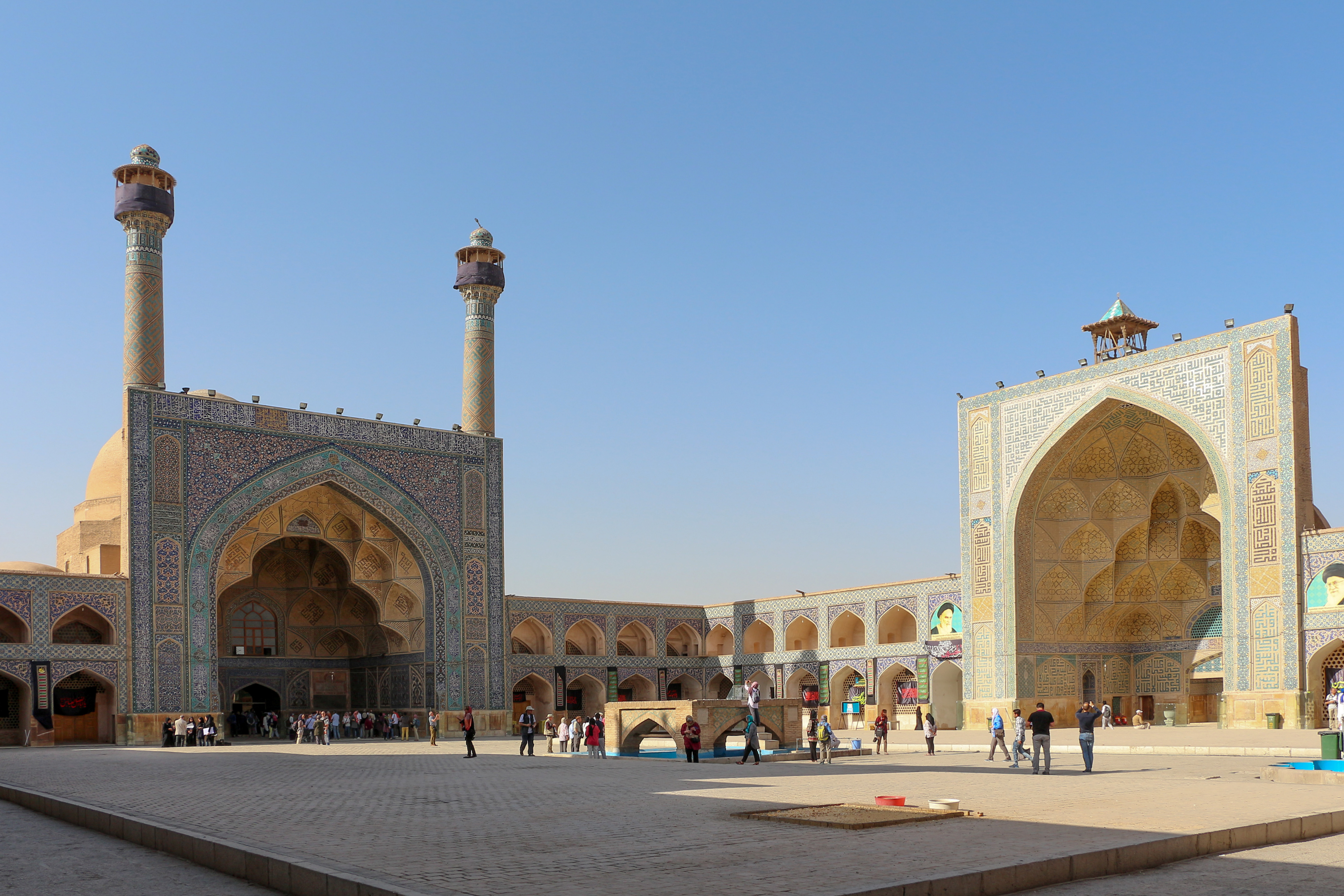
Vista de dos de los cuatro iwanes de la Gran Mezquita de Isfahán
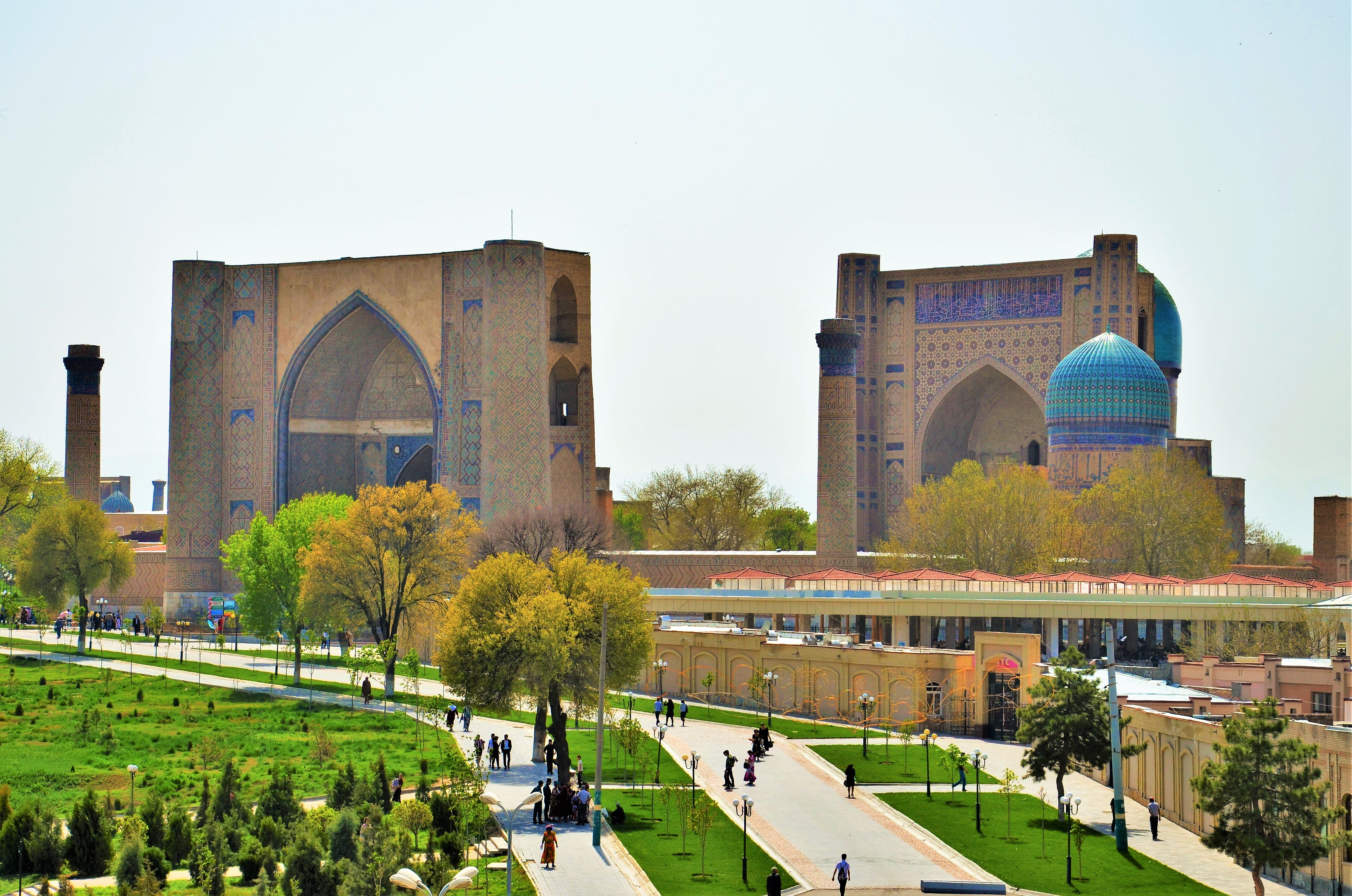
Iwanes enfrentados de la mezquita Bibi-Khanym (1399-1404), en Samarcanda
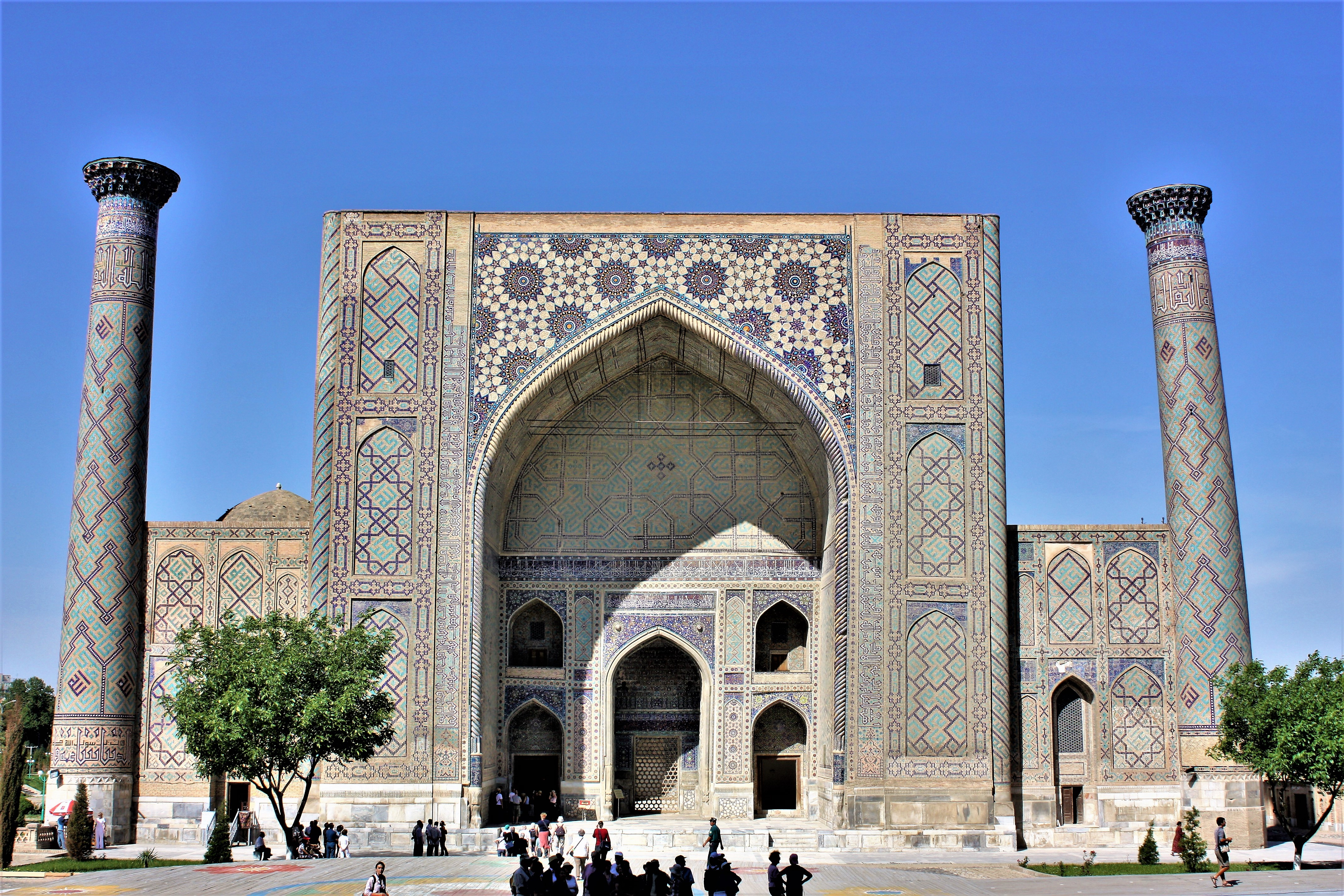
Iwán de la madrasa de Ulugh Beg (1420), que fue un centro importante de estudio astronómico en Asia Central
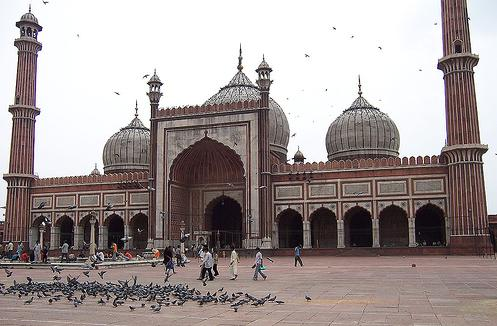
Jama Masjid (1644-1658), en Delhi

Evolución compositiva del iwán
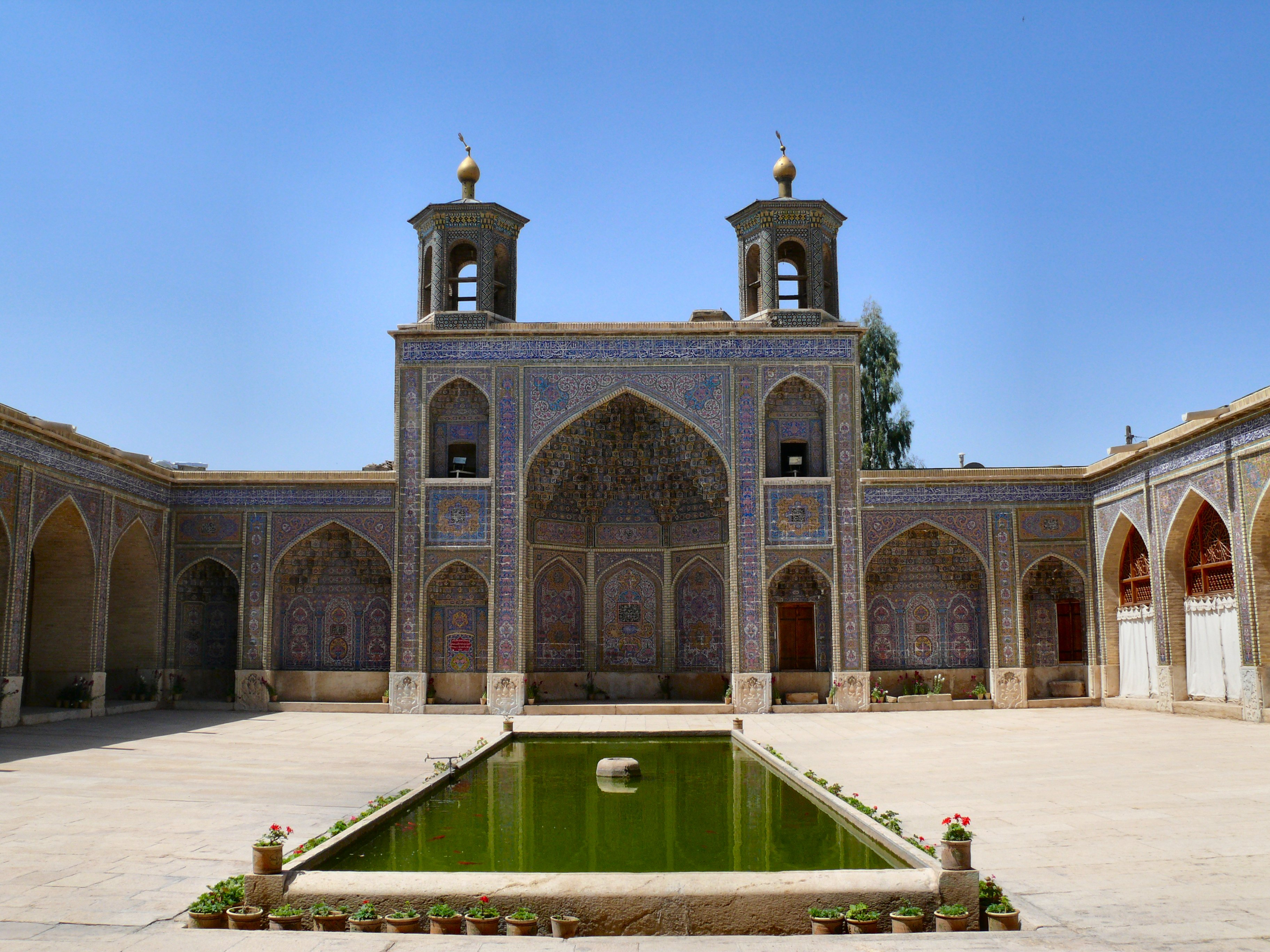
Iwán occidental de la mezquita Nasir ol Molk (1888) en Shiraz ( Irán). Ampliación lateral de dos pisos del iwán. Los pabellones en el techo están inspirados en el estilo mogol.
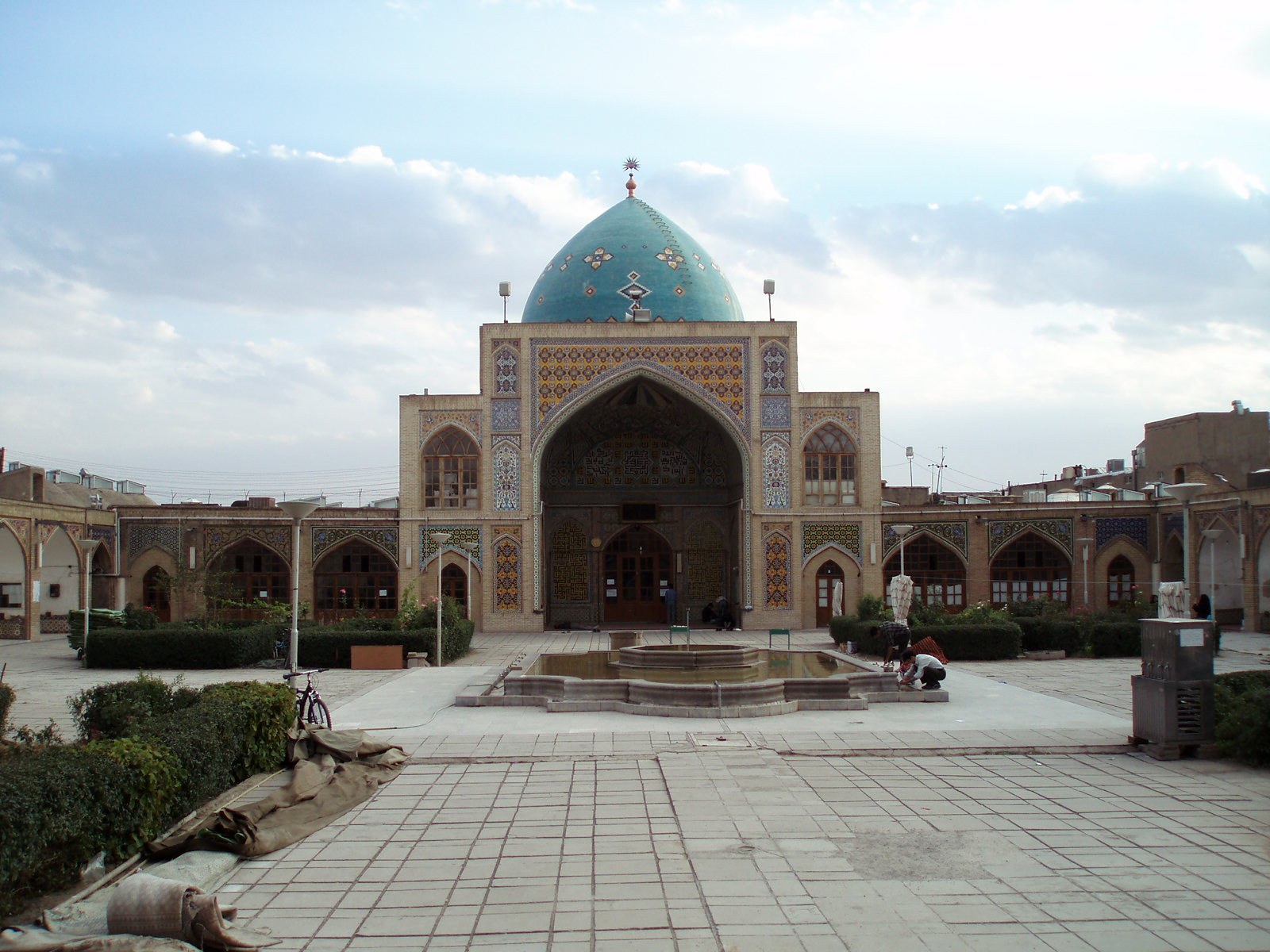
Iwán principal de la mezquita del viernés de Zanjan (1826). Bandas de nicho laterales y transición escalonada .
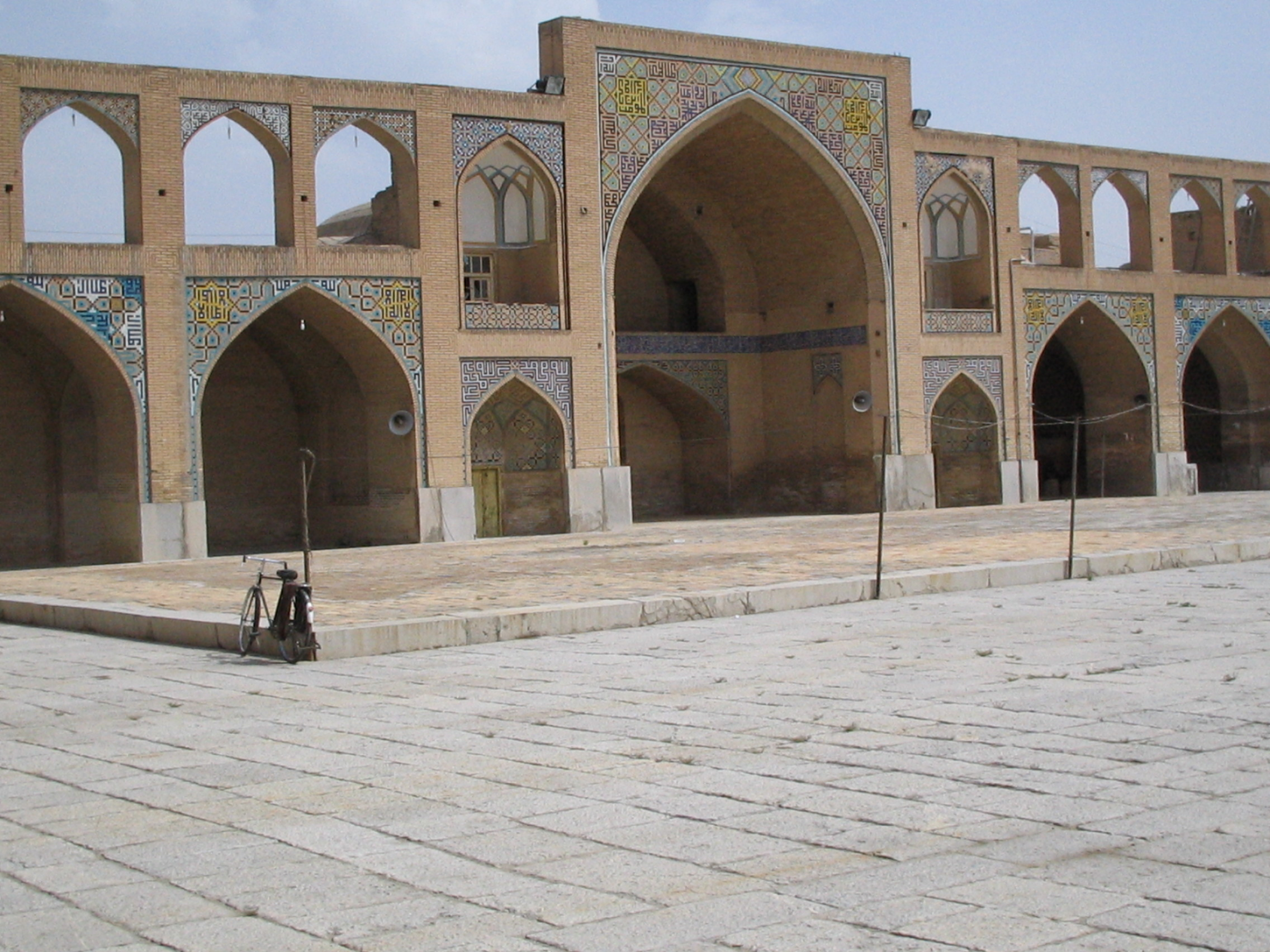
Masjid-i Hakim en Isfahán (siglo XVII). Conexión con el iwán a través de arcadas de dos pisos

## El Gran iwán de El Cairo
El Gran Iwán (o al-Iwan al-Kabir, Dar al-'Adl, Iwan of al-Nasir) de El Cairo era un espacio público y ceremonial ubicado en la sección sur de la Ciudadela de Saladino donde el sultán mameluco se sentaba entronizado para administrar justicia, recibir a los embajadores, y llevar a cabo otros deberes de estado. La edificación solía ser conocida como Dar al-'Adl durante el reinado de Saladino, el gobernante mameluco de la dinastía Bahri Al-Nasir Muhammad reconstruyó la edificación monumental dos veces, en 1315 y 1334. El Gran iwán fue demolido por  Muhammad Ali Pasha a principios del siglo XIX.
La Description de l'Égypte del siglo XIX mostraba una edificación hipóstila cuadrada con cinco pasillos paralelos y una cúpula. El edificio estaba abierto al exterior por tres de sus lados a través de arcadas, y la fachada principal estaba articulada con un gran arco central flanqueado por dos arcos más pequeños a cada lado.

## Otras lecturas
- Blair, Sheila, and Bloom, Jonathan M., The Art and Architecture of Islam, 1250–1800, 1995, Yale University Press and Pelican History of Art, ISBN 0300064659
- Frankfort, Henri. The Art and Architecture of the Ancient Orient. New Haven: Yale University Press, 1996.

El artículo de la Wikipedia en inglés recoge la siguiente bibliografía:
- Bier, Lionel (1993). «The Sassanian Palaces and their influence in Early Islam». Ars Orientalis 23: 57-66.
- Boas, Adrian J. (2010). Domestic Settings: Sources on Domestic Architecture and Day-to-Day Activities in the Crusader States. Brill. ISBN 978-90-04-18272-1.
- Curatola, Giovanni; Scarcia, Gianroberto (2004). The Art and Architecture of Persia. Translated by Marguerite Shore. London: Abbeville Press.
- Downey, Susan B. (1988). Mesopotamian Religious Architecture: Alexander through the Parthians. Princeton, NJ: Princeton University Press. ISBN 9780691035895.
- Farrokh, Kaveh (2007). Shadows in the desert: ancient Persia at war. Osprey Publishing. ISBN 1-84603-108-7.
- Gillispie, Charles Coulston; Dewachter, Michel (1987). Monuments of Egypt: the Napoleonic edition. The Complete Archaeological Plates from La Description de l'Egypte. Princeton, NJ: Princeton Architectural Press. ISBN 9780910413213.
- Godard, André (1951). «L'origine de la Madrasa, de la Mosquée et du Caravansérail Àquartre Iwans». Ars Islamica 15.
- Keall, Edward J. (1974). «Some thoughts on the early iwan».  En Dickran Kouymjian, ed. Near Eastern Numismatics, Iconography, Epigraphy, and History, Studies in Honor of George C. Miles. Beirut: American University of Beirut. pp. 123-130.
- Kurz, Otto (1941). «The Date of the Ṭāq i Kisrā». Journal of the Royal Asiatic Society of Great Britain and Ireland 73 (1): 37-41. doi:10.1017/S0035869X00093138.
- Najm, Ra'ef (2001). «Islamic architectural character of Jerusalem: with special description of the al-Aqṣā and the Dome of the Rock». Islamic Studies 40 (3): 721-734. JSTOR 20837154.
- Rabbat, Nasser O. (1989). The Citadel of Cairo: a New Interpretation of Royal Mamluk Architecture. Geneva: AKTC.
- Rawson, Jessica, Chinese Ornament: The Lotus and the Dragon, 1984, British Museum Publications, ISBN 0714114316
- Reade, Julian (1999).  Christopher Scarre, ed. The Seventy Wonders of the Ancient world The Great Monuments and How they were Built. Thames & Hudson. ISBN 0-500-05096-1.
- Sitwell, Sacheverell (1957). Arabesque and Honeycomb. Robert Hale.
- Smith, W. Stevenson; Simpson, William Kelly (1998). The Art and Architecture of Ancient Egypt. Pelican history of art 14. New Haven, CT: Yale University Press. ISBN 9780300077476.
- Upton, Joseph M. (1932). «The Expedition to Ctesiphon, 1931–1932». The Metropolitan Museum of Art Bulletin 27 (8): 188-197.
- Warren, John; Fethi, Ihsan (1982). Traditional Houses in Baghdad. Coach Publishing House. ISBN 9780902608016.
- Wright, G. R. H. (1992). Ancient building in Cyprus. Brill. ISBN 90-04-09547-0.